# Ватярри
Ватярри (Wajarri, Wadjari, Wadjeri, Watjari, Watjarri) — австралийский язык, на котором говорят в городе Моунт-Магнет региона Джералдтон в Западной Австралии. У языка существуют диалекты ватярри, нгалувангка, нукан, пирунгу, из которых нгалувангка может считаться отдельным языком.
Население, говорящее на ватярри, или которые происходят в основном от носителей языка ватярри, также относят себя к ватярри. Слово «человек» в ватярри, yamaji, и это слово также обычно используется народом ватярри, чтобы обращаться к себе. В зависимости от контекста слово yamaji может также использоваться к другим аборигенам Австралии, особенно к народу из региона Мурчисон-Гаскойне.